# Romolo Tavoni
Romolo Tavoni, né le 30 janvier 1926 à Formigine et mort 20 décembre 2020, est le directeur sportif de la Scuderia Ferrari durant la saison de Formule 1 en 1959.